# Dragoljub Vukotić
Dragoljub Vukotić, in serbo Драгољуб Вукотић? (Arilje, 18 luglio 1924 – Belgrado, 21 giugno 1997), è stato un attivista jugoslavo.

## Biografia
È stato il Presidente dell'Associazione dei Sordi e degli Ipoudenti della Jugoslavia. È stato il secondo Presidente della Federazione Mondiale dei Sordi, detenendo questa carica per ben 28 anni. A fianco del dottor Cesare Magarotto, si accinse a far crescere le associazioni di sordi meno sviluppate. Con il dottore, fu convocato numerose volte da associazioni del calibro di Organizzazione delle Nazioni Unite e UNESCO al fine di avere dei pareri professionali sull'argomento sordità.
Insieme agli autori Francesco Rubino in primis e Cesare Magarotto, contribuì alla scrittura dell'opera denominata "Gestuno", volendo agevolare la comunicazione silenziosa, o LIS, in modo essenziale, in tutti i paesi del mondo. La Gallaudet University gli conferì la 'Laurea Honoris Causa', nonché la 'Gran Croce' all'onorificenze ed alla solidarietà internazionale. Per problemi di salute negli anni '90 si dovette ritirare dalla comunità silenziosa internazionale. Morì nel 1997, a Belgrado.